# Фосс, Крис
Кристофер (Крис) Франк Фосс (англ. Christopher «Chris» Frank Foss; род. 16 марта 1946, Гернси) — английский художник и иллюстратор, создающий свои произведения прежде всего по научно-фантастической тематике.

## Жизнь и творчество
К. Фосс уже в юности определился как будущий художник. Прервав обучение на архитектора в Кембриджском университете, он с 1970 года создаёт титульные листы и обложки для литературных произведений. Любимыми его были футуристические, технологические мотивы произведений научной фантастики. В 1972 году психологом А. Комфортом публикуется работа в области сексуальных отношений «The Joy of Sex», автором иллюстраций к которой становится К. Фосс. Как основу для них художник использует отснятые им фотографии, сделанные в своей лондонской мастерской.
В 1973 году К. Фосс получает от лондонского издательства Futura Publications Limited заказ по созданию изображений для книжной серии Perry-Rhodan. А в 1977 он участвует в дизайне для планеты Криптон при съёмках кинофильма Супермен. В апреле того же года К. Фосс создаёт оформление для конверта музыкального альбома Clear Air Turbulence британской группы Ian Gillan Band. В 1979 году, по просьбе режиссёра Дэна О’Бэннона, К. Фосс участвует в художественной разработке снимавшегося тогда кинофильма Чужой.
В 1979 году работы художника по научно-фантастической тематике выходят в художественном альбоме под названием «21st Century Foss», в 1980 это издание выходит в брошюрированной форме в ФРГ. В 1990 году выходит в свет его книга «Diary of a Spaceperson» (ISBN 1-85028-049-5). Разработанные К. Фоссом изображения космических кораблей ныне активно используются с 1999 года в компьютерных играх Homeworld. Фосс также работает в жанре Horror-живописи, создаёт изображения военной техники — самолётов и танков.
В настоящее время художник живёт и работает на острове Гернси.